# Bouleuse
 Bouleuse  es una población y comuna francesa, en la región de Champaña-Ardenas, departamento de Marne, en el distrito de Reims y cantón de Ville-en-Tardenois.

## Demografía
| 106 | 122 | 109 | 143 | 161 | 165 |
| Para los censos de 1962 a 1999 la población legal corresponde a la población sin duplicidades (Fuente: INSEE [Consultar]) |     |     |     |     |     |